# Macronemurus
Macronemurus (лат.) — род сетчатокрылых насекомых из семейства муравьиных львов (Myrmeleontidae). Включает около 35 видов, из них в Палеарктике известно 12 видов.

## Описание
Крылья длинные, с густой сетью жилок, полностью прозрачные или с рисунком, в покое складываются крышеобразно, полностью или частично прикрывая длинное и тонкое брюшко. Голова сравнительно маленькая, поставлена вертикально, по её бокам находятся круглые глаза. Усики к концу булавообразно утолщённые. Брюшко длинное и узкое. У самцов брюшко выступает далеко из-под сложенных крыльев. Задние бёдра самца с гребнями длинных изогнутых щетинок. Передние линии Бэнкса на крыльях практически не выражены. В строении заднего крыла пресекторальное поле имеет одну поперечную жилку. Эктопрокты у самцов очень длинные — длиннее 8-го сегмента брюшка. 

## Биология
Личинки — активные хищники, подстерегающие добычу на поверхности почвы или сооружают характерные воронкообразные ямки в песчаных почвах, в которые ловят мелких насекомых, закопавшись в песок. При приближении насекомого личинка рывками головы бросает в него несколько песчинок; добыча скатывается на дно воронки и личинка хватает её. Пищеварение у личинок внекишечное.  Окукливаются в шелковистом коконе. Куколка свободная.

## Виды

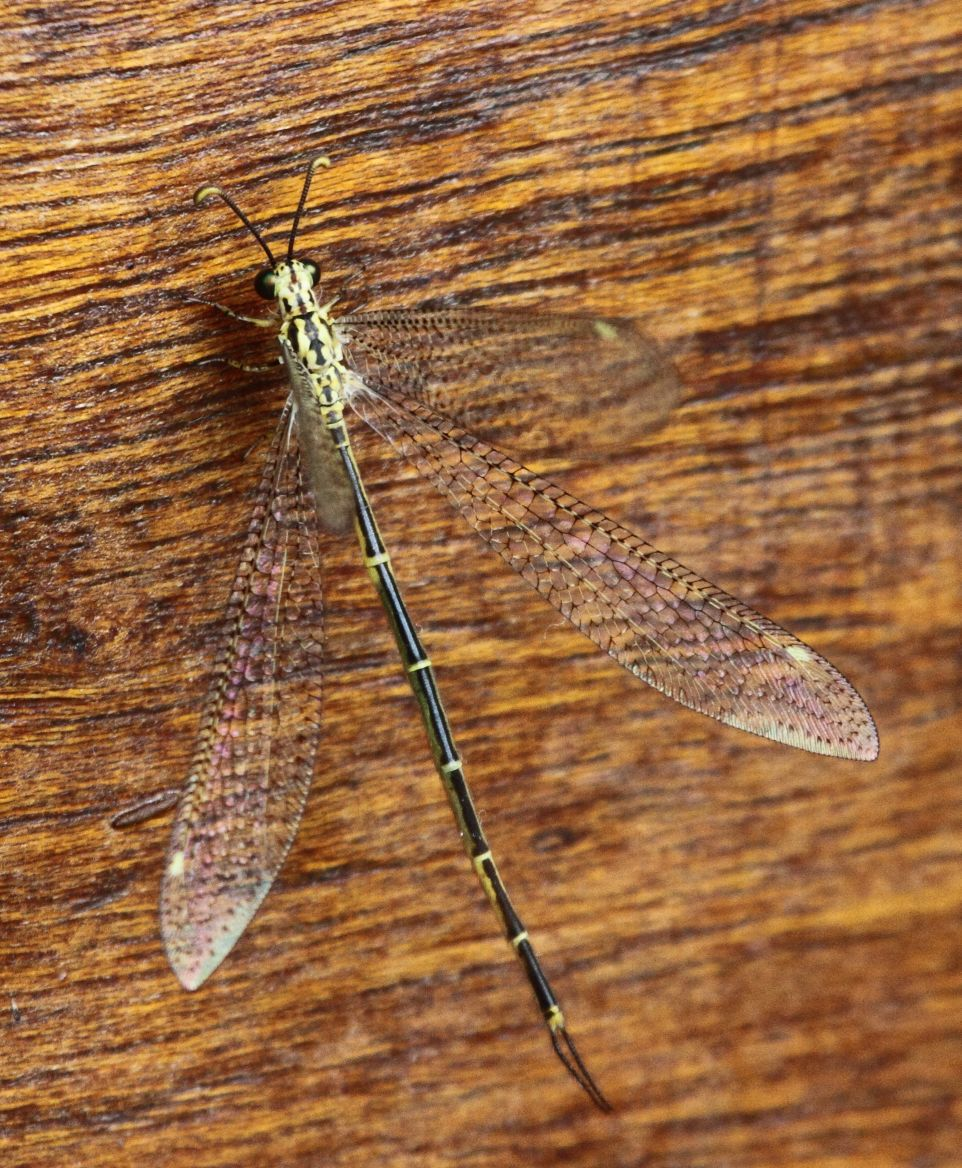
Macronemurus perlatus

Некоторые вида рода:
- Macronemurus amoenus
- Macronemurus appendiculatus
- Macronemurus bilineatus
- Macronemurus caudatus
- Macronemurus delicatulus
- Macronemurus elegantulus
- Macronemurus euanthe
- Macronemurus fictus
- Macronemurus gallus
- Macronemurus horni
- Macronemurus ianthe
- Macronemurus jejunus
- Macronemurus linearis
- Macronemurus longisetus
- Macronemurus loranthe
- Macronemurus maghrebinus
- Macronemurus maroccanus
- Macronemurus melanthe
- Macronemurus notofasciatus
- Macronemurus nuncius
- Macronemurus perlatus
- Macronemurus persicus
- Macronemurus punjabensis
- Macronemurus quedenfeldti
- Macronemurus reticulatus
- Macronemurus sandoanus
- Macronemurus schoutedeni
- Macronemurus tinctus
- Macronemurus trivittatus
- Macronemurus wittei